# Wang Shifu
Dans ce nom, le nom de famille, Wang, précède le nom personnel.
Pour les articles homonymes, voir Wang (patronyme).
Œuvres principales
Xixiang ji
Wang Shifu (chinois simplifié : 王实甫 ; chinois traditionnel : 王實甫 ; pinyin : Wáng Shífu, fin du XIIIe siècle - début du XIVe siècle) est un dramaturge chinois, auteur de L'Histoire du pavillon de l'Occident (Xixiang ji).
On ne connaît que très peu de choses de la vie de Wang Shifu. Il était originaire de Dadu (l'actuelle Pékin).

## Œuvre
On connaît trois pièces de l'auteur, L'Histoire du pavillon d'Occident étant la plus fameuse.
Il est l'auteur de L'Histoire du pavillon d'Occident, (Xixiang ji), considérée comme la pièce d'amour la plus fameuse du théâtre chinois. Cette pièce est une reprise du récit de Yuan Zhen intitulé la Biographie de Yingying, à la différence que Wang Shifu lui donne une fin heureuse.
Le Poyao ji (L'habitation troglodyte délabrée) raconte l'histoire d'une femme devant vivre dix ans séparée de son mari, dans une grotte, avant qu'ils puissent se retrouver. Le Lichuntang (La Salle du beau printemps) est la troisième de ses pièces préservées.